# Monarquia d'Irlanda

Armes reials irlandeses..

La Monarquia d'Irlanda ha tingut al llarg de la seva història tres períodes durant els quals ha estat regida per monarques. Han estat designats com Rei d'Irlanda (irlandès: Rí na hÉireann).

## Monarquia
Anteriorment a 1169, Irlanda ja es trobava en el procés de constituir-se en un regne nacional sota el rol i domini exercit pel Gran rei d'Irlanda. En acabat una invasió dels cambro-normands a Irlanda el 1169, Enric II i els seus successors van prendre la denominació de Senyoriu d'Irlanda. El Tractat de Windsor el 1175 va reconèixer el rei natiu com a senyor de tota la Irlanda que no estigués sota control dels normands, tanmateix les incursions dels dels cambro-normands van afeblir la seva autoritat i el càrrec queda vacant en abdicar l'últim "senyor".
Després que Enric VIII d'Anglaterra es nomenaria a ell mateix Cap Suprem de l'Església d'Anglaterra, Enric VIII va sol·licitar i va obtenir el suport legislatiu pel Parlament d'Irlanda, i el 1541 —efectiu el 1542, segons Acta de la corona d'Irlanda (1542)—, es va coronar Rei d'Irlanda i cap de l'Església d'Irlanda —al dia d'avui Irlanda i Irlanda del nord, continuen estant membres de la comunió Anglicana però a diferència de l'Església d'Anglaterra, l'Església d'Irlanda ja no existeix com a organització. El títol Rei d'Irlanda va ser utilitzat subsegüentment fins a l'1 de gener de 1801, que correspon a la data efectiva de la segona Acta d'Unió, que va unificar Irlanda i Gran Bretanya formant el Regne Unit de la Gran Bretanya i Irlanda.
Tanmateix, el 1555, el papa Pau IV va promulgar una butlla papal atorgant-li el títol de Rei d'Irlanda a Felip II d'Espanya. Això va ser una conseqüència directa de l'excomunió del rei anglès Enric VIII per part del papa, després que Enric desconegués l'autoritat del papa, i va ser una reacció al fet que Enric VIII es proclamés Rei d'Irlanda, després de l'acta del Parlament d'Irlanda el 1541, subvertint així la potestat feudal de senyoriu del papat que sota el papa Adrià IV havia atorgat Irlanda al rei Enric II d'Anglaterra en 1155. Entre 1554 a 1558 Felip va ser rei consort mitjançant el seu casament amb Maria I, i el Comtat del rei va ser nomenat en el seu honor. Posteriorment, en ésser vençuda l'Armada Invencible, Felip es va veure incapacitat anar a Irlanda, i els esforços gal·lès irlandès i espanyols de desplaçar el domini anglès d'Irlanda van morir el 1601 amb la batalla de Kinsale.
Després de la creació el 1922 de l'Estat Lliure d'Irlanda com un domini independent dintre de l'Imperi Britànic, el rei Jordi V va continuar regnant a Irlanda com a rei de Gran Bretanya. Això no ha de sorprendre, ja que a Irlanda del Nord; sis dels nou comtats de la província d'Ulster van romandre dins de Gran Bretanya i no van formar part de l'Estat Lliure. L'ús del mencionat títol a l'Estat Lliure era problemàtic, tanmateix el 1927 el vell títol anglo-irlandès de Rei d'Irlanda va ser ressuscitat per emfasitzar l'estatus de l'Estat Lliure d'Irlanda com un dels diversos països independents sota una monarquia compartida.
L'estat d'Irlanda l'any 1949, ara nomenat simplement Irlanda —tal com havia estat tornat a anomenar l'Estat Lliure d'Irlanda el 1937— va tallar el seu últim vincle amb el monarca quan es va declarar una república, deixant el Commonwealth i fent que el títol de Rei d'Irlanda fos inadequat. El títol de Rei d'Irlanda va ser finalment abolit quan el Parlament del Regne Unit va aprovar la Royal Styles and Titles Act, 1953. Mitjançant aquesta acta el monarca a Gran Bretanya va rebre el títol de: «Elisabet segona, per la Gràcia de Déu, Reina del regne Unit de la Gran Bretanya i Irlanda del Nord i dels seus altres Dominis i Territoris, Cap del Commonwealth, Defensora de la Fé.» L'Acta va ser també la primera vegada que Irlanda del Nord va ser explícitament esmentada al títol del monarca.

## Llista de Lords, Reis i Reines d'Irlanda (no-nadius)

### Lords d'Irlanda (1171-1541)
- Enric II (1171-1189)
- Ricard I (1189-1199)
- Joan (1199-1216)
- Enric III (1216-1272)
- Eduard I (1272-1307)
- Eduard II (1307-1327)
- Edward Bruce (1315-1318)
- Eduard III (1327-1377)
- Ricard II (1377-1399)
- Enric IV (1399-1413)
- Enric V (1413-1422)
- Enric VI (1422-1461 i 1470-1471)
- Eduard IV (1461-1470 i 1471- 1483)
- Eduard V (1483)
- Ricard III (1483- 1485)
- Enric VII (1485-1509)
- Enric VIII (1509-1542)

### Rei / Reina d'Irlanda (1541-1649)
- Enric VIII (1542-1547)
- Eduard VI (1547-1553)
- Joana I (1553)
- Maria I (1553-1558)
- Elisabet I (1558-1603)
- Jaume I (1603-1625)
- Carles I (1625-1649)

### Lord Protector de la Commonwealth d'Anglaterra (1649-1660)
- Oliver Cromwell (1649-1658)
- Richard Cromwell (1658-1660)

### Rei/Reina d'Irlanda (1660-1801)
- Carles II (1660-1685)
- Jaume II (1685-1688)
- Maria II (1689-1694)
- Guillem III (1689-1702)
- Anna (1702-1714)
- Jordi I (1714-1727)
- Jordi II (1727-1760)
- Jordi III (1760-1801)

### Rei / Reina del Regne Unit de la Gran Bretanya i Irlanda (1801-1927)
- Jordi III (1801-1820)
- Jordi IV (1820-1830)
- Guillem IV (1830-1837)
- Victòria (1837-1901)
- Eduard VII (1901-1910)
- Jordi V (1910-1927)

### Rei d'Irlanda (1927-1949)
- Jordi V (1927-1936)
- Eduard VIII (1936)
- Jordi VI (1936-1949)

### Rei / Reina del Regne Unit de la Gran bretanya i Irlanda del Nord (1949-present)
- Jordi VI (1949-1952)
- Elisabet II (1952-present)

### Noms dels monarques en irlandès
S'indiquen a continuació els noms dels monarques i Lords Protectors d'Irlanda en irlandès.
- Enric: Einrí
- Ricard: Risteárd
- Joan: Seán o Eoin
- Eduard: Éadhbhard o Éamonn
- Jane: Sinéad
- Maria: Máire
- Elisabet: Eilís
- Jaume : Séamas o Séamus
- Oliver Cromwell: Oilibhéar Cromail
- Ricard Cromwell: Risteárd Cromail
- Carles: Cathal o Séarlas
- Guillem: Uilliam
- Anna: Áine
- Jordi: Seóirse
- Victòria: Victeoiria